# Videogiochi nel 1986

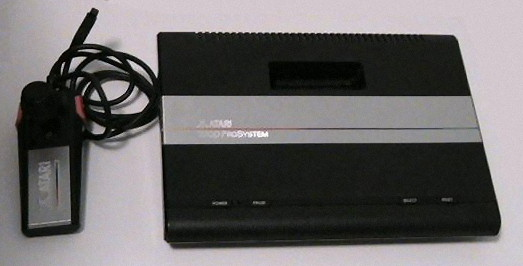
Atari 7800

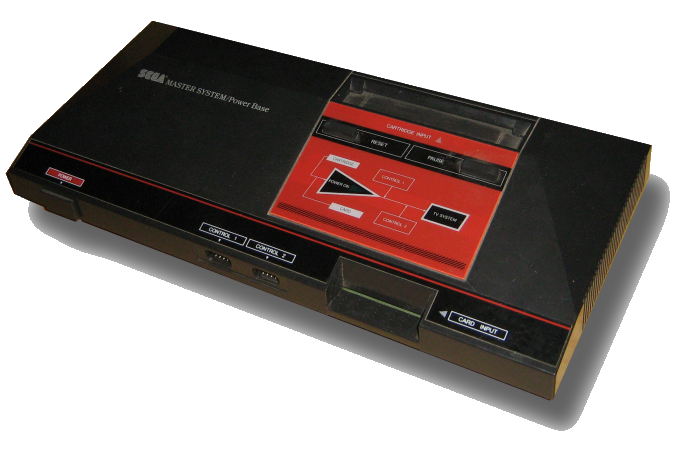
Sega Master System

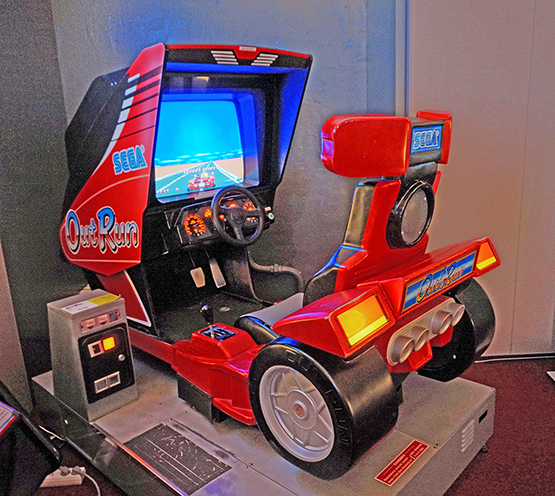
Cabinato di Out Run in versione con seduta

Eventi rilevanti avvenuti nell'industria dei videogiochi nel 1986. 
Per un elenco delle voci su giochi usciti nell'anno vedi Categoria:Videogiochi del 1986.

## Eventi

### Aziende
- Viene fondata la Sensible Software.
- 25 marzo — Viene fondata l'Ubisoft[1].
- ottobre — Viene fondata la Codemasters[2].
- 7 aprile — L'Amstrad acquisisce la Sinclair Research[2][1].
- 17 maggio — Chiude la Imagic[1].

### Hardware
- Namco presenta la macchina arcade Namco System 86
- giugno — Atari presenta la console Atari 7800 due anni dopo i primi test di mercato.
- 16 novembre — Atari pubblica la Atari 2600 Jr., versione economica della storica Atari 2600[1] (che aveva già ben nove anni).
- 2 settembre — SEGA presenta la console Sega Master System negli Stati Uniti[1].
- Sharp presenta la console Twin Famicom.
- Nintendo presenta il Famicom Disk System (un'espansione per la console Famicom) in Giappone.[3]
- febbraio — Nintendo mette in vendita la console Nintendo Entertainment System in Canada.
- Il computer Amiga arriva in Europa. Diventerà un'importante macchina da gioco nonostante inizialmente la Commodore lo negasse[2]. Il primo gioco commerciale è Mind Walker, uscito il 3 febbraio[1].
- Altri home computer sono perlopiù aggiornamenti di linee già esistenti, come lo ZX Spectrum 128k e l'Atari ST 1040[2]
- In Europa vengono lanciati l'Amstrad PC1512 e altri IBM compatibili a prezzo relativamente basso; si iniziano a vedere i PC anche come macchine da casa, come già avveniva negli USA[2]
- 1º settembre — Nintendo mette in vendita la console Nintendo Entertainment System in Europa.

### Giochi
- agosto — Taito presenta Bubble Bobble.
- Konami sviluppa e pubblica Castlevania il primo gioco della serie Castlevania.
- Nintendo pubblica The Legend of Zelda il primo capitolo della serie The Legend of Zelda[1].
- Nintendo pubblica Metroid, primo capitolo della serie omonima[1].
- 6 ottobre — Sierra On-Line pubblica Space Quest I: The Sarien Encounter, primo episodio della serie Space Quest[1].
- Cinemaware presenta Defender of the Crown[1].
- Taito presenta Arkanoid.
- Altri titoli notevoli Uridium, Starglider, Leaderboard[2], Dragon Quest, Kid Icarus[1]
- 3 giugno — Super Mario Bros.: The Lost Levels esce solo in Giappone[1].

### Classifiche
- I titoli più venduti sono, in ordine decrescente, The Legend of Zelda, Metroid, Dragon Quest (i primi tre tutti per NES), Starflight, Defender of the Crown, Adventure Island, Alex Kidd in Miracle World, Kid Icarus, King's Quest III: To Heir Is Human, Dark Castle[1].
- I maggiori successi in sala giochi sono Out Run, Bubble Bobble, Wonder Boy, Rolling Thunder, Arkanoid, Rampage, The Return of Ishtar, Ikari Warriors, Trojan, Athena[1].
- I sistemi più diffusi sono Nintendo Entertainment System (con ampio distacco), Commodore 64, Atari 2600, MSX, ZX Spectrum, Amstrad CPC, Amiga, Intellivision, Atari 8-bit, Sega Master System[1].
- Gli editori con più fatturato sono Nintendo, Activision, SEGA, Taito, Namco, Atari, Bally Midway, Capcom, SNK Corporation, Electronic Arts[1].